# Anomia ephippium
L'ostrica cipollina (Anomia ephippium Linnaeus, 1758) è un mollusco bivalve appartenente alla famiglia Anomiidae, appartiene all'ordine Pectinida per SeaLifeBase, WoRMS (World Register of Marine Species) e NCBI (National Center for Biotechnology Information), appartiene all'ordine Ostreoida per ITIS (Integrated Taxonomic Information System).

## Descrizione
Conchiglia di grosse dimensioni, sottile, traslucida, di dimensioni e forme molto varie. Interno madreperlaceo.

## Distribuzione e habitat
Specie sempre fissa al substrato a bassa profondità.

## Biologia
La riproduzione avviene tra maggio e luglio.

## Tassonomia

### Sinonimi
Sono stati riportati i seguenti sinonimi:
- Anomia adhaerens Clement, 1879
- Anomia aspera Philippi, 1844
- Anomia boletiformis Locard, 1891
- Anomia cepa Linnaeus, 1758
- Anomia cepiformis Locard, 1886
- Anomia electrica Linnaeus, 1758
- Anomia ephippium rugulosostriata Csepreghy-Meznerics, 1950
- Anomia ephippium var. argentaria Monterosato, 1915
- Anomia ephippium var. convexa Monterosato, 1915
- Anomia ephippium var. cuprea Monterosato, 1915
- Anomia ephippium var. daniliae Coen, 1940
- Anomia ephippium var. floridanacardii Coen, 1940
- Anomia ephippium var. involvens Coen, 1940
- Anomia ephippium var. partimradiata Coen, 1940
- Anomia ephippium var. placunoides Coen, 1940
- Anomia ephippium var. sanguinea Monterosato, 1915
- Anomia ephippium var. saxicola Monterosato, 1915
- Anomia fornicata Lamarck, 1819
- Anomia humphreysiana Reeve, 1859
- Anomia huttoni Suter, 1913
- Anomia lucerna Reeve, 1859
- Anomia patellaris Lamarck, 1819
- Anomia pellucida Brown, 1818
- Anomia polymorpha Philippi, 1836
- Anomia pyriformis Lamarck, 1819
- Anomia radians O.G. Costa, 1844
- Anomia radiata Brocchi, 1814
- Anomia ramosa Reeve, 1859
- Anomia scabrella Philippi, 1836
- Anomia strigilis Reeve, 1859
- Anomia sulcata Poli, 1795
- Anomia tunicacepae da Costa, 1778
- Anomia tyria Reeve, 1859
- Anomia violacea Bruguière, 1789